# Heliocypha biforata
Heliocypha biforata är en trollsländeart som först beskrevs av Selys 1859.  Heliocypha biforata ingår i släktet Heliocypha och familjen Chlorocyphidae. Inga underarter finns listade i Catalogue of Life.